# Rosalyn Fairbank
Rosalyn Doris Fairbank-Nideffer (Durban, 2 de Novembro de 1960) é uma ex-tenista profissional sul-africana.

## Grand Slam finais

### Duplas: 3 (2 títulos, 1 vice)
| Posição | Ano  | Torneio           | Parceira       | Oponentes                       | Placar        |
| Campeã  | 1981 | Roland Garros     | Tanya Harford  | Candy Reynolds Paula Smith      | 6–1, 6–3      |
| Campeã  | 1983 | Roland Garros (2) | Candy Reynolds | Kathy Jordan Anne Smith         | 5–7, 7–5, 6–2 |
| Vice    | 1983 | U.S. Open         | Candy Reynolds | Martina Navratilova Pam Shriver | 6–7, 6–1, 6–3 |

### Duplas Mistas: 1 (0 título, 1 vice)
| Posição | Ano  | Torneio       | Parceira       | Oponentes              | Placar        |
| Vice    | 1986 | Roland Garros | Mark Edmondson | Ken Flach Kathy Jordan | 3–6, 7–6, 6–3 |